# (32834) 1992 EO4
1992 EO4 (asteroide 32834) é um asteroide da cintura principal. Possui uma excentricidade de 0.04871210 e uma inclinação de 5.73461º.
Este asteroide foi descoberto no dia 1 de março de 1992 por UESAC em La Silla.